# Anthelephila pokharensis
Anthelephila pokharensis es una especie de coleóptero de la familia Anthicidae.

## Distribución geográfica
Habita en Nepal.